# Suzay
Suzay é uma comuna francesa na região administrativa da Normandia, no departamento de Eure. Estende-se por uma área de 4,07 km². Em 2010 a comuna tinha 354 habitantes (densidade: 87 hab./km²).